# Kwazikryształ

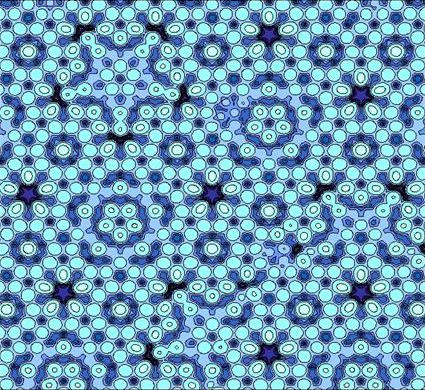
Struktura atomowa kwazikryształu Ag-Al

Kwazikryształy – szczególna forma ciała stałego, w której atomy układają się w pozornie regularną, jednak nie w powtarzającą się strukturę, co uniemożliwia wyróżnienie ich komórek elementarnych. Kwazikryształy odkrył Dan Szechtman w 1984 roku, gdy w szybko schłodzonym stopie glinu z manganem zaobserwował niekrystalograficzną 5-krotną oś symetrii.
Za swoje odkrycie Dan Shechtman otrzymał w 2011 r. Nagrodę Nobla w dziedzinie chemii.
Większość właściwości fizycznych kwazikryształów jest taka sama jak klasycznych kryształów, choć wykazują one również wiele własności charakterystycznych tylko dla siebie. M.in. wykazują one słabe przewodnictwo cieplne i elektryczne, przy zachowaniu wysokiej twardości, odporności na czynniki chemiczne i korozję. Dzięki temu stosuje się je do pokryć przeciwzużyciowych i przeciwkorozyjnych, jako materiały do magazynowania wodoru, bariery termiczne, czujniki podczerwieni i inne. Kwazikryształy tworzą m.in. niektóre stopy metali zawierające 60-70% glinu.

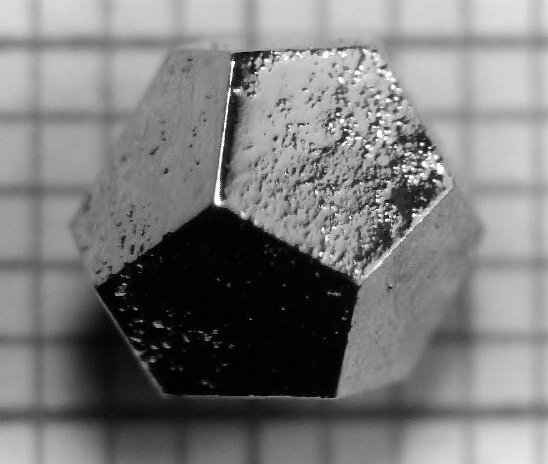
Kwazikryształ Ho-Mg-Zn w postaci dwunastościanu

Kwazikryształy dają ostre sygnały na dyfraktogramie rentgenowskim, co wskazuje na istnienie wysokiego stopnia uporządkowania na poziomie mikroskopowym. Dyfraktogramy kwazikryształów wykazują zabronione przez warunek translacji, niekrystalograficzne osie symetrii – pięciokrotną i powyżej sześciu. Nie jest możliwe przypisanie strukturze kryształu żadnej z komórek elementarnych z 14 sieci Bravais'go.